# Noi due insieme/Colori sbiaditi (il sapore che mi davi tu)
Noi due insieme/Colori sbiaditi (il sapore che mi davi tu) è un singolo di Orietta Berti pubblicato nel 1973.

## Descrizione
Col brano Noi due insieme la cantante arriva in finale a Canzonissima 1973.

## Tracce
1. Noi due insieme
2. Colori sbiaditi (il sapore che mi davi tu)